# وایتریور (آریزونا)
وایتریور (به انگلیسی: Whiteriver) یک منطقهٔ مسکونی در ایالات متحده آمریکا است که در شهرستان ناواهو، آریزونا واقع شده‌است. وایتریور ۴۰٫۸۸ کیلومتر مربع مساحت و ۴٬۱۰۴ نفر جمعیت دارد و ۱٬۵۷۴ متر بالاتر از سطح دریا واقع شده‌است.